# Famille de Romance
La famille de Romance est une famille noble originaire de Liège, en Belgique.
Elle a été reconnue noble en France au XVIIe siècle.
Elle compte parmi ses membres des officiers mais aussi un ministre plénipotentiaire, un magistrat, un artiste peintre, un missionnaire d'Afrique.

## Histoire
Reconnue noble en France (RNF) par le roi Louis XIII en 1639, en faveur de Godefroy de Romance (1604-1643), marquis d'Attenhoven, tué à la tête de son régiment de cavalerie, le 19 mai 1643, dans une charge contre les troupes espagnoles, à la bataille de Rocroi. Son cœur fut ramené du champ de bataille et déposé dans un pilier de l'église de Mesmont (Ardennes), (côté Évangile). La famille de Romance est maintenue dans sa noblesse au royaume de France, en 1668.
La famille de Romance est inscrite à l'ANF, à la date du 16 décembre 1954.

## Personnalités
- Godefroy (1) de Rokmans, dit de Romance, (1604-1643), chevalier d'Attenhoven, puis de Mesmont, maréchal de camp, épouse en 1638, Zélie de Rémont, tué à Rocroi le 19 mai 1643[8].
- Godefroy(2) de Romance (1640-1705), écuyer ordinaire à la grande écurie du roi à Versailles[réf. nécessaire].
- Hugues(1) de Romance (1643-1699), capitaine aux chevau-légers de la reine, seigneur de Mesmont. Il obtient une maintenue de noblesse par lettres patentes du 22 septembre 1668[8].
- Godefroy(3) de Romance (1678-1753), lieutenant au régiment du Blaisois, capitaine aux chevau-légers de la reine. Il épouse le 23 novembre 1700, Gabrielle de Chartongne, fille de feu Claude de Chartongne, vicomte de Pernon, et de Françoise de Montbel[8].
- Godefroy(4) de Romance (1684-1760), page de la grande écurie du roi[réf. nécessaire].
- Hugues Étienne de Romance (1699-1775), commandant de la grande écurie du roi[réf. nécessaire], seigneur d'Acy-Romance[réf. nécessaire].
- Marie-Catherine-Zélie de Romance, née à Sery (date inconnue), mariée le 26 juillet 1723, est la mère de Louis de Monfrabeuf, lui-même beau-père des généraux Philippe Christophe de Lamotte-Guéry et Antoine Giraud[réf. nécessaire].
- Godefroy(4) de Romance (1744-1828), maréchal de camp, commandeur de l'Ordre de Saint-Louis[réf. nécessaire].
- Germain-Hyacinthe de Romance (1745-1831), officier et écrivain français, ministre plénipotentiaire de France au Danemark, en 1817[9].
- Godefroy-Joseph de Romance (1754-1797), émigré dans l'armée des Princes, capitaine au régiment de Montcalm, chevalier de l'ordre de Saint-Louis. Il épouse le 7 octobre 1811, Élisabeth-Henriette Coquebert de Taisy, fille de Jean-Baptiste, seigneur de La Haye-Courten[8].
- Adèle Romany ( Adèle de Romance, épouse Romany) (1769-1846), artiste-peintre, portraitiste. Son fils, Edmond-Jules Féline Romany (né en 1806), ancien élève de Polytechnique (X 1824), est inspecteur général des Ponts-et-Chaussées à Paris, constructeur du pont de Bercy et du Pont Louis-Philippe[10].
- Joseph-Godefroy de Romance (1782-1865), capitaine de cavalerie dans la Grande Armée, au 25e régiment de dragons, participe à la guerre d'Espagne sous les ordres du maréchal Mortier, et du colonel d'Ornano. Il est blessé au siège de Saragosse. Il est chevalier de la Légion d'honneur, médaillé de Sainte-Hélène, médaillé du Lys[réf. nécessaire].
- Godefroy-Louis de Romance (1784-1840), garde-corps et officier d'infanterie de la Maison du roi Louis XVIII. Il épouse le 29 octobre 1817, Marie-Adélaïde Le Petit de Branvilliers , fille de Jean-Baptiste, officier au régiment de Touraine[8].
- Godefroy(5) de Romance (1785-1812), officier de cavalerie en Russie, puis en Angleterre[réf. nécessaire].
- Antoine Louis de Romance (1819-1881), magistrat, juge au tribunal de Laon , conseiller à la cour d'appel d'Amiens[réf. nécessaire].
- Marie-Paulin, baron de Romance de Mesmon, (1829-1901), attaché au ministère des Finances. Il épouse Adrienne de Gourcy, fille de Charles-Antoine, écuyer-cavalcadour de la duchesse d'Angoulême[8].
- Gaston de Romance (1846-1870), sous-lieutenant, tué au cours de la Guerre de 1870, , le 9 septembre 1870, dans l'explosion de la citadelle de Laon[11].
- Henri de Romance (1859-1936), lieutenant-colonel d'artillerie[réf. nécessaire].
- Georges-Henri-marie, baron de Romance de Mesmon(1863-1914), ESM-Saint-Cyr, Promotion Madagascar (1883-1885), commandant au 64e régiment d'infanterie, chevalier de la légion d'honneur, Croix de guerre avec palme, mort pour la France, le 30 octobre 1914, au cours de la première bataille de la Marne, à Ancenis, des suites de ses blessures. Il avait épousé en 1890, Armelle de Saint-Pern, fille de Bertrand, vicomte de Saint-Pern[12].
- Louis de Romance (1929-2000), missionnaire d'Afrique (ordre des Pères Blancs), auteur de l'Histoire de la famille de Romance, Paris, 1984[13].

## Alliances
Familles : Barbier de La Serre, de Bazelaire, de Beffroy de La Grève, de Bernard de Montbrison, Bonifaz Jijòn, de Botherel, de Bouët du Portal, Budes de Guébriant, de Certaines, Charlet d'Ébly, de Chartongne, de Colnet, Coquebert de Taisy, Dardant, Dauthuille, Duverger de Cuy, de Finance d'Atigny, de Fontanges, Fouart de Grancourt, Garnier de Boisgrollier, de Gourcy, Le Petit de Brauvilliers, Leroux de Puisieux, de Lugat, de Manoury de Croisille, Missenard, de  Montrabeuf, Murard de Saint-Romain, de Mython, Neyret, Pelletier de Chambure, Perret du Cray, Piéchaud, des Portes, de Rémont, du Repaire, de Saint-Pern, de Suin, Tillette de Mautort, de Trécesson, Tupigny de Bouffé, de Vallizère, de Vissec de Latude, de Witasse-Thézy.

## Armes de la famille de Romance
| Famille de Romance | Les armes de la famille de Romance se blasonnent ainsi : « Écartelé, au 1 d'argent au lion de sable armé et lampassé de gueules, aux 2 et 3, d'azur semé de lys d'or au franc-canton d'argent chargé d'une merlette de sable et au 4, de gueules à une quintefeuille d'argent ». |